# Chloroclystis mniochroa
Chloroclystis mniochroa là một loài bướm đêm trong họ Geometridae.